# Paul Kemp - Alles kein Problem
Paul Kemp - Alles kein Problem ("Paul Kemp - Nessun problema") è una serie televisiva austriaca di genere commedia prodotta dal 2013 al 2014 dalla Dor Film. Protagonista della serie, nel ruolo di Paul Kemp, è l'attore Harald Krassnitzer; altri interpreti principali sono Katja Weitzenböck, Pascal Giefing, Michou Friesz, Judith Rosmair, Johannes Zeiler e Michael Dangl.
La serie consta di una sola stagione, composta da 13 episodi della durata di circa 50 minuti ciascuno.
In Austria, la serie è stata trasmessa in prima visione dall'emittente ORF 2. Il primo episodio, intitolato Lauter Lügen, è stato trasmesso in prima visione il 3 ottobre 2013; l'ultimo, intitolato Die Falle, è stato trasmesso in prima visione il 19 dicembre 2013.
La serie è stata in seguito trasmessa in Germania dall'emittente ARD 1 (Das Erste) dal giugno al settembre 2014.

## Trama
Protagonista della serie è Paul Kemp, che di professione fa il "mediatore" con il compito di risolvere controversie varie.
Kemp è sposato con Ella e ha un figlio di nome Tim. La moglie, però,  lo tradisce con il vicino di casa, Christian Feld.

## Episodi
| Stagione       | Puntate | Prima TV Austria | Prima TV Germania | Prima TV Italia |
| -------------- | ------- | ---------------- | ----------------- | --------------- |
| Prima stagione | 13      | 2013             | 2014              | inedita         |